# Danthonia holm-nielsenii
Danthonia holm-nielsenii är en gräsart som beskrevs av Simon Laegaard. Danthonia holm-nielsenii ingår i släktet knägrässläktet, och familjen gräs. IUCN kategoriserar arten globalt som sårbar.
Artens utbredningsområde är Ecuador. Inga underarter finns listade i Catalogue of Life.